# Lars Qvortrup
Lars Qvortrup (født 22. februar 1950 i København) er en dansk professor ved Aalborg Universitet.
Qvortrup er født i København, men voksede op i Aarhus, hvor faderen Helge Qvortrup var rektor for Aarhus Katedralskole og moderen Minna, født Keiding, sygeplejerske. Han blev i 1974 mag.art. i nordisk sprog og litteratur fra Aarhus Universitet og blev allerede samme år adjunkt ved ved Rasmus Rask Institut for Sprogvidenskab og på Center for Kulturstudier, Odense Universitet. I de tidlige år af sin karriere var Qvortrup overbevist marxist og udgav i 1977 bogen Danmarks Radio og arbejdskampen, som var et sønderlemmende angreb på Danmarks Radios angiveligt kapitalistiske fundament.
I 1978 blev han lektor ved samme universitet og var fra 1992 til 1996 gæsteprofessor på deltid ved universitetet i Urbino, Italien. I 1996 blev Qvortrup professor ved Institut for Kommunikation, Aalborg Universitet og i 1998 direktør for Multimedieforskningscentret ved Aalborg Universitet. I 2000 blev han professor ved Institut for Litteratur, Kultur og Medier, Syddansk Universitet og i 2002 direktør for Knowledge Lab DK, Syddansk Universitet. I årene 2006-07 var han forskningsleder for forskningsteamet "Viden, læring og medier", Syddansk Universitet.
I 2007 blev han af kulturminister Brian Mikkelsen udpeget til rektor for Danmarks Biblioteksskole, hvor han kun nåede at være i ti måneder, for fra 1. januar 2008 blev han ansat som dekan ved Danmarks Pædagogiske Universitetsskole (DPU), Aarhus Universitet. I 2010 blev han fjernet som dekan, da Aarhus Universitet ikke længere ønskede et selvstændigt DPU, og forlod derfor Danmarks Pædagogiske Universitetsskole før tid for i stedet at blive professor ved Institut for Læring og Filosofi, Aalborg Universitet.
Lars Qvortrup har især forsket i, hvorledes læring og kommunikation forandres i nutidens samfund. I 1998 udgav han bogen Det hyperkomplekse samfund, som især er baseret på Niklas Luhmanns tanker. Siden 2011 har han været redaktør for Paideia.
27. marts 1971 blev Qvortrup gift med skoleinspektør Birthe Frederiksen (født 4. marts 1950 i Nørresundby), datter af fabriksmester Helge Frederiksen (død 1982) og hustru økonoma Elise født Hyttel Sørensen. Hun døde 28. juli 2014. Peter Qvortrup blev efterfølgende gift med Karen Wistoft Christoffersen 2. december 2017.